# Neubaugasse
Neubaugasse – jedna ze stacji metra w Wiedniu na Linia U3. Została otwarta 4 września 1993.
Znajduje się na granicy 6. Mariahilf i 7. Neubau dzielnicy Wiednia. Jej nazwa pochodzi od ulicy handlowej Neubaugasse.